# Мелуно (Болцано)
Мелуно је насеље у Италији у округу Болцано, региону Трентино-Јужни Тирол.
Према процени из 2011. у насељу је живело 86 становника. Насеље се налази на надморској висини од 888 м.